# Oshakati

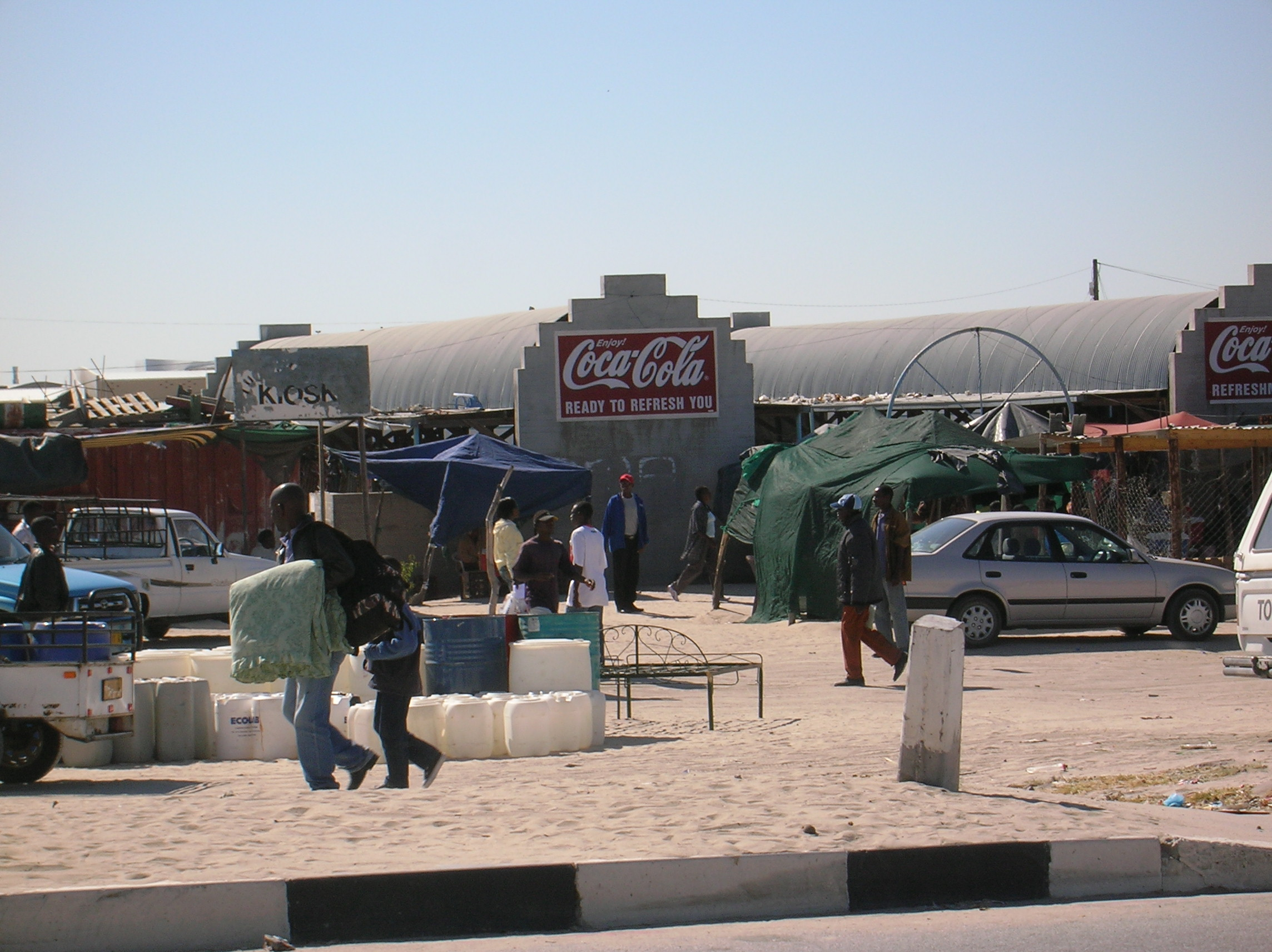
Marknadsplats i Oshakati.

Oshakati är en ort i Ovamboland i norra Namibia, belägen på 1 074 meters höjd över havsnivån. Den hade 35 600 invånare vid folkräkningen 2011, på en yta av 60,5 km². Den är administrativt centrum i regionen Oshana. Dess namn betyder "den som är emellan" på oshiwambo, som talas av Owambofolket i området.
Oshakati ligger vid Namibias främsta landsväg, B1, som löper från den sydafrikanska gränsen via Windhoek till den angolanska gränsen. Oshakati är även förbunden med den nybyggda kapspårsjärnvägen som löper från Tsumeb och vidare söderut. Staden delar flygplats med närliggande Ondangwa. 
Oshakati grundades i juli 1966. Staden användes som bas för de sydafrikanska styrkorna under det sydafrikanska gränskriget.  